# Llanura de Magdeburgo

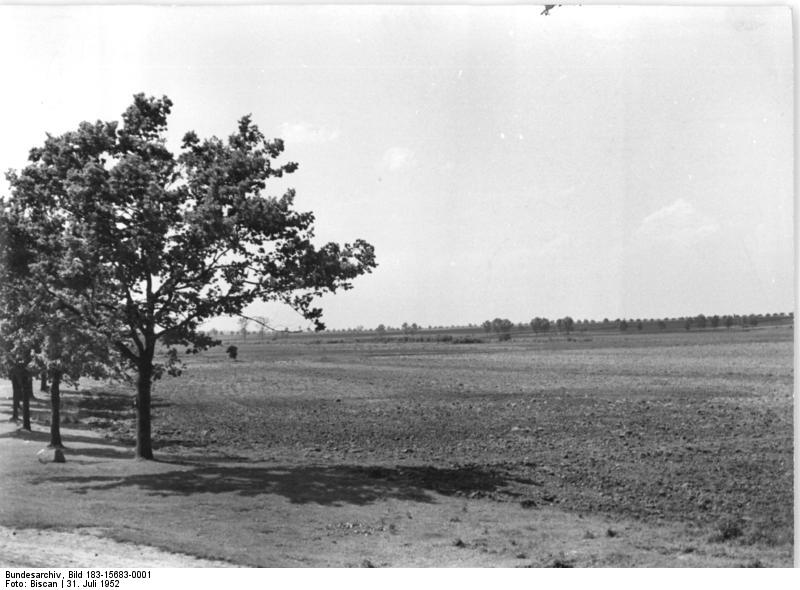
Fotografía de un paisaje de la llanura de Magdeburgo.

La llanura de Magdeburgo (en alemán: Magdeburger Börde) es una amplia llanura se encuentra en el centro del estado federado alemán de Sajonia-Anhalt, a medio camino en la región de Elbe-Börde-Heide. Esta región geográfica es atravesada por los ríos Bode, Aller y Saale y se caracteriza por tener pocos árboles y suelos fértiles para el cultivo.
Se extiende; al oeste, el límite del estado de Sajonia-Anhalt; al este, el río Elba; al sur, las montañas de Harz; al norte, el río Ohre, que marca el límite con la vecina región de Altmark.